# نینا ماکینو

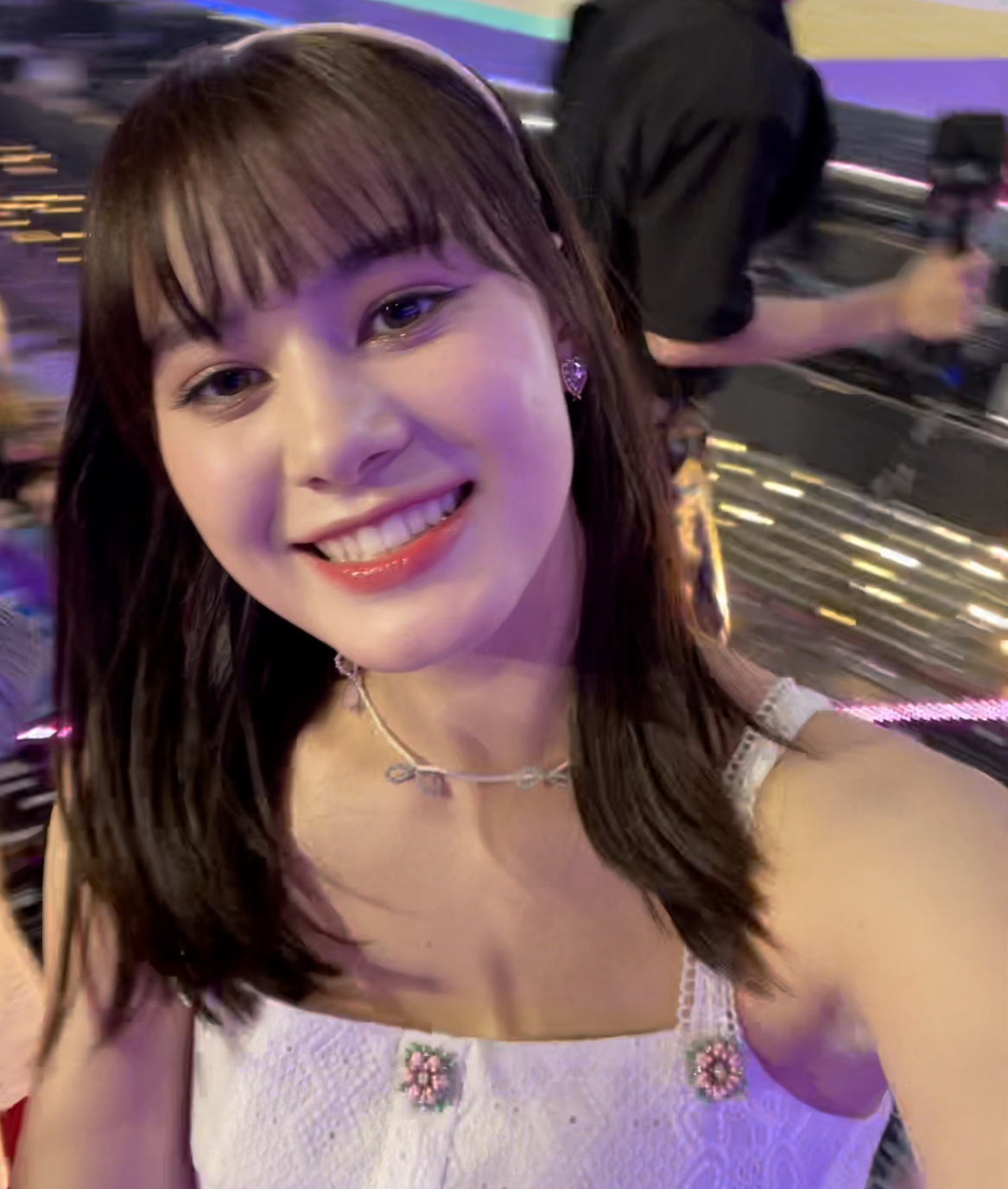
نینا ماکینو در ۱۷ سالگی.

نینا ماکینو (انگلیسی: Nina Makino؛ زادهٔ ۲۷ فوریهٔ ۲۰۰۵) بازیگر، خواننده، رقصنده، مدل (شخص)، آیدل ژاپنی، و بازیگر خردسال سابق اهل ایالات متحده آمریکا است. وی از سال ۲۰۱۵ میلادی تاکنون مشغول فعالیت بوده‌است. او عضو گروه دخترانه ژاپنی نی‌زی‌یو است.
ماکینو کار خود را به عنوان یک بازیگر کودک آغاز کرد و در چندین پروژه بازیگری ظاهر شد. ماکینو پس از گذراندن اولین امتحان چند زبانه هنرمندان "Amuse" که توسط شرکت ".Amuse Inc" برگزار شد، به ژاپن نقل مکان کرد و در فیلم "Blood Friends (2019)" ظاهر شد. او شرکت را ترک کرد تا در برنامه "Nizi Project" جی‌وای‌پی انترتینمنت شرکت کند، جایی که او پس از آن، به عضویت نی‌زی‌یو درآمد.